# Liste der Nummer-eins-Hits in Kanada (1987)
Diese Liste enthält alle Nummer-eins-Hits in Kanada im Jahr 1987. Es gab in diesem Jahr 31 Nummer-eins-Singles.
| Singles | Alben |
| --- | ----- |
| - Bruce Hornsby & The Range – The Way It Is - 3 Wochen (27. Dezember 1986 – 16. Januar 1987) - Wang Chung – Everybody Have Fun Tonight - 1 Woche (17. Januar – 23. Januar) - Bangles – Walk Like an Egyptian - 1 Woche (24. Januar – 30. Januar) - Corey Hart – Can’t Help Falling in Love - 1 Woche (31. Januar – 6. Februar) - Robbie Nevil – C'est La Vie - 1 Woche (7. Februar – 13. Februar) - Billy Vera & The Beaters – At This Moment - 2 Wochen (14. Februar – 27. Februar) - Samantha Fox – Touch Me (I Want Your Body) - 2 Wochen (28. Februar – 13. März) - Bon Jovi – Livin' on a Prayer - 2 Wochen (14. März – 27. März) - Starship – Nothing’s Gonna Stop Us Now - 2 Wochen (28. März – 10. April) - Club Nouveau – Lean on Me - 3 Wochen (11. April – 1. Mai) - Crowded House – Don’t Dream It’s Over - 1 Woche (2. Mai – 8. Mai) - U2 – With or Without You - 1 Woche (9. Mai – 15. Mai) - Cutting Crew – (I Just) Died in Your Arms - 3 Wochen (16. Mai – 5. Juni) - Madonna – La Isla Bonita - 1 Woche (6. Juni – 12. Juni) - Jody Watley – Looking for a New Love - 1 Woche (13. Juni – 19. Juni) - Glenn Medeiros – Nothing’s Gonna Change My Love for You - 1 Woche (20. Juni – 26. Juni) - Kim Wilde – You Keep Me Hangin’ On - 1 Woche (27. Juni – 3. Juli) - Whitney Houston – I Wanna Dance with Somebody (Who Loves Me) - 1 Woche (4. Juli – 10. Juli) - Atlantic Starr – Always - 3 Wochen (11. Juli – 24. Juli) - Lisa Lisa and Cult Jam – Head to Toe - 1 Woche (25. Juli – 31. Juli) - Bob Seger – Shakedown - 1 Woche (1. August – 7. August) - Heart – Alone - 1 Woche (8. August – 14. August) - Pseudo Echo – Funkytown - 1 Woche (15. August – 21. August) - T’Pau – Heart and Soul - 1 Woche (22. August – 28. August) - Madonna – Who’s That Girl - 1 Woche (29. August – 4. September) - Los Lobos – La Bamba - 7 Wochen (5. September – 23. Oktober) - Whitesnake – Here I Go Again - 1 Woche (24. Oktober – 30. Oktober) - Billy Idol – Mony Mony (Live) - 4 Wochen (31. Oktober – 27. November) - Tiffany – I Think We’re Alone Now - 2 Wochen (28. November – 11. Dezember) - Bill Medley & Jennifer Warnes – (I’ve Had) The Time of My Life - 1 Woche (12. Dezember – 18. Dezember) - George Michael – Faith - 4 Wochen (19. Dezember 1987 – 15. Januar 1988) |       |